# 1899 (serie de televisión)
1899 es una serie alemana de televisión multilingüe que aborda un drama histórico épico de misterio y horror. Fue creada por Jantje Friese y Baran bo Odar y se estrenó en Netflix el 17 de noviembre de 2022.
Dos meses después del estreno de la primera temporada de tres planificadas por sus creadores, se anunció la cancelación de las dos temporadas restantes.

## Sinopsis
Un grupo de inmigrantes europeos sale de Southampton en el barco de vapor Kerberos con destino a la ciudad de Nueva York. Cuatro meses antes, el buque Prometheus desapareció sin dejar rastro al realizar el mismo trayecto. El Kerberos recibe entonces una señal de socorro a través del telégrafo que revela la ubicación del barco perdido. Decididos a ir a su encuentro, lo que descubrirán a bordo convertirá su viaje hacia la tierra prometida en un enigma de pesadilla que conectará el pasado de cada uno de los pasajeros a través de una complicada red de secretos.

## Elenco y personajes
- Emily Beecham como Maura Franklin
- Aneurin Barnard como Daniel
- Andreas Pietschmann como el Capitán Eyk Larsen
- Miguel Bernardeau como Ángel
- Maciej Musiał como Olek
- Anton Lesser como Henry
- Lucas Lynggaard Tønnesen como Krester
- Jonas Bloquet como Lucien
- Rosalie Craig como Virginia
- Clara Rosager como Tove
- Yann Gael como Jérôme
- Mathilde Ollivier como Clémence
- José Pimentão como Ramiro
- Isabella Wei como Ling Yi
- Gabby Wong como Yuk Je
- Tino Mewes como Sebastian
- Isaak Dentler como Franz
- Cloé Heinrich como Nina
- Alexandra Gottschlich como Karina
- Joshua Seelenbinder como Eugen
- Niklas Maienschein como Wilhelm
- Maria Erwolter como Iben
- Martin Greis-Rosenthal
- Fflyn Edwards
- Alexandre Willaume
- Richard Hope
- Jónas Alfreð Birkisson
- Heidi Toini

## Producción

### Desarrollo
El 13 de noviembre de 2018, se anunció que los creadores de Dark, Jantje Friese y Baran bo Odar, estaban desarrollando el proyecto para Netflix bajo su acuerdo general en el streaming. Se confirmó que la serie avanzaría dos semanas después durante una conferencia de prensa de Netflix que mostraba programación original europea. En julio de 2020, bo Odar reveló a través de Instagram que Friese había terminado de escribir el guion del episodio piloto. Durante una entrevista con Deadline Hollywood, Friese explicó cómo la crisis migratoria europea y el Brexit influyeron en la serie, diciendo:

Todo el ángulo europeo fue muy importante para nosotros, no solo en cuanto a la historia, sino también en la forma en que íbamos a producirla. Realmente tenía que ser una colaboración europea, no solo del elenco sino también del equipo. Sentimos que con los últimos años de Europa en declive, queríamos dar un contrapunto al Brexit, y al nacionalismo en ascenso en diferentes países, para volver a esa idea de Europa y los europeos trabajando y creando juntos. Ser fieles a las culturas y los idiomas fue realmente importante, nunca quisimos tener personajes de diferentes países, pero todos hablan inglés. Queríamos explorar este corazón de Europa, donde todo el mundo viene de otro lugar y habla un idioma diferente, y el idioma define gran parte de su cultura y su comportamiento.

### Casting
El 16 de diciembre de 2020, se anunció que Emily Beecham fue elegida para el papel principal. El 2 de mayo de 2021, Aneurin Barnard, Andreas Pietschmann, Miguel Bernardeau, Maciej Musiał, Anton Lesser, Lucas Lynggaard Tønnesen, Rosalie Craig, Clara Rosager, Maria Erwolter, Yann Gael, Mathilde Ollivier, José Pimentão, Isabella Wei, Gabby Wong, Jonas Bloquet, Fflyn Edwards y Alexandre Willaume se agregaron al elenco, y cada personaje hablaba en el idioma nativo de los actores.

### Rodaje
La preproducción de la serie comenzó oficialmente el 24 de noviembre de 2020, con una sesión de prueba de lentes de una semana de duración. Inicialmente, la serie estaba programada para comenzar la fotografía principal el 1 de febrero de 2021, pero luego se retrasó 3 meses. El rodaje comenzó oficialmente el 3 de mayo de 2021 en las afueras de Berlín, Alemania. La serie se rodará en Studio Babelsberg y en un nuevo estudio de producción virtual Volume, operado por bo Odar y la compañía hermana de Friese, Dark Bay. El rodaje también tendrá lugar en Londres, Reino Unido. El estudio creativo Framestore proporcionará efectos visuales para la serie.

## Recepción

### Audiencia
Durante su semana de debut, 1899 ocupó el puesto número dos en el Top 10 de títulos de televisión en inglés de Netflix solo tres días después de su lanzamiento con 79,27 millones de horas vistas. La semana siguiente, la serie permaneció en la misma posición y obtuvo 87,89 millones de horas de visualización.

### Crítica
La serie recibió críticas generalmente positivas. En Rotten Tomatoes, tiene un índice de aprobación del  79 % según 28 reseñas, con una calificación promedio de 6,80/10. El consenso crítico del sitio web afirma: "1899 navega a sus pasajeros multiculturales a través de un misterio atmosférico y ofrece un viaje lleno de suspense, incluso si es posible que nunca llegue a un destino satisfactorio". En Metacritic, que utiliza un promedio ponderado, la serie tiene una puntuación de 66 sobre 100 basado en 12 reseñas de críticos, lo que indica "reseñas generalmente favorables".

### Cancelación de Netflix
El 3 de diciembre de 2022 Netflix decidió cancelar la serie debido a que no cumplía con las expectativas de la empresa. Los creadores, muy a su pesar, se han despedido de la audiencia en un documental creado por el mismo motivo, y publicado actualmente en la plataforma. Sin embargo, los seguidores de la serie han creado una campaña de firmas en Change.org para intentar impedir que la serie quede inacabada.